# Shaun Fein
Shaun Fein, né le 13 juillet 1978 à Centerville (en), Massachusetts (États-Unis), est un joueur puis entraîneur américain de basket-ball. Il est naturalisé français et mesure 1,91 m.

## Biographie

### Carrière universitaire
Shaun Fein fait sa carrière universitaire d'abord au Stonehill College situé dans le Massachusetts, entre 1996 et 1998. Il quitte l'équipe de deuxième division NCAA en 1998 pour rejoindre, jusqu'en 2001, les Yellow Jackets de Georgia Tech qui évoluent en première division NCAA.

### Carrière professionnelle en France
Il réalise la totalité de sa carrière professionnelle dans les différents championnats français (Pro A et Pro B). Connu pour son adresse à trois points, il affiche lors du début de saison 2012/2013 avec les Sharks d'Antibes, un impressionnant pourcentage de réussite derrière la ligne à 6,75m (57,9 % de réussite avec 22 tirs réussis sur 38 tentés, après sept matchs de championnat). Malheureusement, Shaun Fein se blesse au tendon d’Achille lors du match contre Fos sur Mer le 2 novembre 2012 et se voit ainsi écarté des terrains. Il fait néanmoins son retour sur les parquets pour les play-offs 2013 de Pro B après six mois d'absence.

### Carrière d'entraîneur
Après l'arrêt de sa carrière de joueur, il devient en septembre 2016 assistant vidéo au sein des Nets de Brooklyn en NBA. En 2018, toujours avec la franchise de Brooklyn, il est chargé du développement personnel des joueurs. En août 2019, il prend la tête de l'équipe des Nets de Long Island, la franchise de G-League affiliée aux Nets de Brooklyn, comme entraîneur principal. En décembre 2020, il rejoint l'encadrement des Clippers de Los Angeles comme chargé du développement des joueurs.
En septembre 2021, Fein devient entraîneur adjoint de Tyronn Lue aux Clippers de Los Angeles.

## Parcours universitaire
- 1996 - 1998 :  Skyhawks de Stonehill College (NCAA II)
- 1998 - 2001 :  Yellow Jackets de Georgia Tech (NCAA I)

## Clubs successifs
- 2001 - 2002 :  Hermine de Nantes (Pro B)
- 2002 - 2003 :  ALM Évreux Basket (Pro B)
- 2003 - 2004 :  Reims Champagne Basket (Pro A) / Hermine de Nantes (Pro B)
- 2004 - 2005 :  Reims Champagne Basket (Pro A)
- 2005 - 2007 :  UJAP Quimper (Pro B)
- 2007 - 2008 :  Élan béarnais Pau-Lacq-Orthez (Pro A)
- 2008 - 2009 :  Saint Quentin BB (Pro B)
- 2009 - 2010 :  Fos Ouest Provence Basket (Pro B)
- 2010 - 2012 :  Hyères-Toulon Var Basket (Pro A)
- 2012 - 2013 :  Olympique d'Antibes Juan-les Pins (Pro B)
- 2013 - 2014 :  Olympique d'Antibes Juan-les Pins (Pro A)

## Palmarès
- Finaliste du championnat de France de Pro B en 2007 (UJAP Quimper).
- Trophée des champions Pro A en 2007 (Pau-Orthez).
- Champion de France de Pro B en 2013 (Antibes Sharks).